# コドロンジャーノス
コドロンジャーノス（イタリア語: Codrongianos）は、イタリア共和国サルデーニャ自治州サッサリ県にある、人口約1,300人の基礎自治体（コムーネ）。

## 地理

### 位置・広がり

#### 隣接コムーネ
隣接するコムーネは以下の通り。
- カルジェーゲ
- フロリーナス
- オージロ
- プロアーゲ
- シーリゴ